# Gugalnica (Renoir)
Gugalnica (francosko La balançoire) je slika v olju na platnu, ki jo je naslikal francoski umetnik Pierre-Auguste Renoir, ki je bil med glavnimi nosilci impresionističnega sloga. Slika je bila naslikana leta 1876. Meri 92 x 73 centimetrov in je v Musée d'Orsay v Parizu. Renoir so je slikal v vrtovih Musée de Montmartre. V vrtovih je najel hišo, da bi se lahko približal Moulin de la Galette, kjer se je ukvarjal s slikanjem Bal du moulin de la Galette.

## Opis
Zdi se, da Renoirjevi ljudje stojijo na gozdnih tleh polnih cvetja. Dekle na gugalnici bi lahko bilo petnajstnica, njena roza obleka s klobučkom na glavi pa povečuje čar slike . Drhteča svetloba je obarvana z obliži bledih barv, zlasti na oblačilih in tleh. To je še posebej motilo kritike, ko je bila slika prikazana na impresionistični razstavi leta 1877. 
Model je bila Jeanne Samary, najljubši Renoirjev model, ki se pojavlja na mnogih njegovih slikah. Oba moška sta Renoirjev brat Edmond in prijatelj slikar Norbert Goeneutte. 